# Braytown
Braytown – wieś w Anglii, w hrabstwie Dorset. Leży 15 km na wschód od miasta Dorchester i 175 km na południowy zachód od Londynu.